# Arek Olczak
Arkadiusz "Arek" Olczak (ur. 2 sierpnia 1963) – australijski zapaśnik walczący w obu stylach. Olimpijczyk z Sydney 2000, gdzie zajął osiemnaste miejsce w kategorii 85 kg, w stylu klasycznym.
Zdobył trzy medale na mistrzostwach Oceanii w latach 1995 – 2000.